# Mro Bouéni
Mro Bouéni ist ein temporärer Fluss, ähnlich wie ein Fiumara, auf Anjouan, einer Insel der Komoren in der Straße von Mosambik.

## Geographie
Der Fluss entspringt am Hang des Tsingoyagnora-Kammes im Südwesten von Anjouan. Er erhält Zufluss vom Mamboué und verläuft nach Süden. Er mündet zusammen mit dem Mro oua Vouani bei Vouani bald in die Straße von Mosambik.
Südlich schließt sich das Einzugsgebiet des Mro Bandani an und westlich das Einzugsgebiet des Padzani.